# NGC 5971
NGC 5971 (również PGC 55529 lub UGC 9929) – galaktyka spiralna (Sa), znajdująca się w gwiazdozbiorze Smoka. Odkrył ją Lewis A. Swift 5 sierpnia 1885 roku. Jest to galaktyka z aktywnym jądrem typu LINER.